# بيتر باكلي (ملاكم)
بيتر باكلي (بالإنجليزية: Peter Buckley)‏ مواليد 9 مارس 1969 في برمنغهام، هو ملاكم محترف إنجليزي يصنف ضمن فئة وزن الوسط بدأ مسيرته الاحترافية سنة 1989.

## إحصائيات
خاض خلال مسيرته 300 نزالا، فاز في 32 وتعادل في 12 وخسر في 256. فاز بالضربة القاضية في 8 نزالا.

## روابط خارجية
- بيتر باكلي على موقع بوكس ريك (الإنجليزية) (registration required)